# Thecla dindus
Thecla dindus är en fjärilsart som beskrevs av Fabricius 1793. Thecla dindus ingår i släktet Thecla och familjen juvelvingar. Inga underarter finns listade i Catalogue of Life.